# Eifel-Ardennen-Radweg
Der Eifel-Ardennen-Radweg ist ein Radwanderweg. Er verbindet den Nürburgring in der Vulkaneifel mit St. Vith in den belgischen Ardennen. Der östliche Teil der Strecke, vom Nürburgring über Daun und Gerolstein bis Prüm, ist durch tiefe Einschnitte und starke Anstiege gekennzeichnet. Auf dem westlichen, 37 km langen Abschnitt von Prüm nach St. Vith wurde inzwischen ein gut ausgebauter Bahntrassen-Radweg eröffnet, sodass dieser Teil auch für Familienradler empfohlen wird. Zusammen mit den im Osten anschließenden Vulkan-Rad-Route Eifel und Ahrtal-Radweg realisiert der Weg eine West-Ost-Radroute durch die gesamte Eifel.

## Streckenverlauf Nürburgring – Sankt Vith

### Charakteristik
Der Eifel-Ardennen-Radweg ist im deutschen Teil in beide Richtungen mit dem Radwegelogo gekennzeichnet und kann von seiner Charakteristik in drei Abschnitte eingeteilt werden.
- Ostabschnitt: (Nürburgring – Gerolstein): Wer auf der Vulkan-Rad-Route Eifel vom Ahrtal bis zum Nürburgring radelt, wo die Beschilderung beginnt, ist bereits auf ca. 610 m ü. NHN geklettert. Von hier geht es auf den nächsten 7 km abwärts bis auf 410 m ü. NHN, bevor die nächste langgezogene Steigung hinter Kelberg wieder auf eine Höhe von 610 m ü. NHN führt. Jetzt geht es leicht hügelig, aber mit fallender Tendenz, bis auf 400 m ü. NHN nach Daun. Zwischen Daun und Gerolstein ist dann nochmals ein Höhenzug mit 623 m ü. NHN zu überwinden. Dieser ca. 50 km lange Abschnitt wird über Wirtschaftswege, Kreis- und Gemeindestraßen geführt. Entsprechend den zu bewältigenden Anstiegen wird die Strecke trainierten Radlern empfohlen.

- Mittelabschnitt (Gerolstein – Prüm): Für diesen ca. 25 km langen Abschnitt ist der Ausbau, auf oder an, der ehemaligen Bahntrasse der Westeifelbahn geplant. Aktuell (2011) wird der Radweg in Nähe der Bahnlinie über Wirtschaftswege, Kreis- und Gemeindestraßen geführt. Nach Gerolstein (358 m ü. NHN) gibt es einen ca. 5 km langen Anstieg auf (450 m ü. NHN) nach Müllenborn. Nach einer kurzen Abfahrt geht es wieder stetig aufwärts auf (534 m ü. NHN) bis Weinsheim, bevor die Strecke mit Gefälle nach Prüm (420 m ü. NHN) führt.
(Länge: 24,9 km; Höhenmeter aufwärts +344 m; Höhenmeter abwärts −275 m)

- Westabschnitt: Er besteht aus dem 2007 fertiggestellten, ca. 37 km langen Bahntrassen-Radweg, der auf der früheren Westeifelbahn zwischen Prüm und St. Vith verläuft. Die Strecke führt mit leichtem Gefälle von Prüm auf 420 m ü. NHN bis Pronsfeld auf 370 m ü. NHN. Dann weiter leicht ansteigend bis zum ehemaligen Bahnhof Bleialf auf 460 m ü. NHN. Hier folgt der 400 m lange beleuchtete Bleialfer Tunnel. Dieser ist jeweils von Mitte Oktober bis Ende März geschlossen, zum Schutz der dort lebenden Fledermäuse. Während dieser Zeit muss mit der Umleitung ein Höhenrücken mit ca. 500 m ü. NHN und starker Steigung überwunden werden. Danach geht es mit leichtem langgezogenem Gefälle bis zur deutsch-belgischen Grenze in Steinebrück auf 370 m ü. NHN. Auf belgischer Seite geht es jetzt weiter auf der Ravel Radroute L46 bis Lommersweiler und ab dort auf der L47 bis St. Vith. Die Routenführung erfolgt teilweise auf der alten Bahntrasse über kombinierte Fuß-/Radwege und Wirtschaftswege sowie Verbindungsstücken auf Kreis- und Gemeindestraßen und einem ca. 100 m langen Tunnel. Dieser Abschnitt wird auch Familien mit Kindern empfohlen.
(Länge: 36,2 km; Höhenmeter aufwärts ca. +300 m; Höhenmeter abwärts ca. −250 m)

### Beschreibung

#### Nürburgring – Gerolstein
Die Beschilderung des Eifel-Ardennen-Radwegs startet am Nürburgring auf der Vulkan-Rad-Route Eifel und folgt dieser bis Kelberg. Hier trennen sich die beiden Wege. Die Vulkan-Rad-Route verläuft über Mosbruch und Ulmen zu ihrem Endpunkt in Bullay an der Mosel, während der Eifel-Ardennen-Radweg weiter aufsteigt, seinen ersten Höhenzug mit 610 m ü. NHN überwindet. Der nächste Ort, der erreicht wird, ist nach ca. 10 km Darscheid auf 590 m ü. NHN. Die Strecke führt dann weiter abwärts in die Kur- und Kreisstadt Daun. Hier startet der Maare-Mosel-Radweg als Bahntrassen-Radweg nach Bernkastel-Kues an der Mosel. Weiterhin hat man hier Anschluss an den Kosmosradweg, die Mineralquellen-Route, welche zusammen mit dem Kalkeifel-Radweg ins Kylltal führt, und mit dem Radweg Wittlicher Senke gibt es eine weitere Verbindung ins Moseltal. Nach der Dauner Kernstadt ist ein kleiner Höhenzug zu überwinden, bevor es in langgezogener Steigung durch die Ortschaften Neunkirchen, Steinborn, Waldkönigen auf 600 m ü. NHN geht. Durch die Ortschaften Hinterweiler, Kirchweiler, Berlingen, und Pelm führt die folgende Abfahrt dann nach Gerolstein. Die Mineralbrunnen-Stadt Gerolstein bietet als Sehenswürdigkeiten die Kasselburg mit dem „Adler- und Wolfspark Kasselburg“, die Erlöserkirche, die Löwenburg sowie die Burg Lissingen und die römische „Villa Sarabodis“, während das Naturkundemuseum die bewegte erdgeschichtliche Vergangenheit der Region zeigt. In Gerolstein besteht Anschluss an den Kyll-Radweg, der von der Quelle der Kyll an der deutsch-belgischen Grenze zur Mosel nach Trier führt. Durch die Gerolsteiner Kernstadt verlaufen beide Radwege gemeinsam. Der Bahnhof Gerolstein liegt an der Eifelstrecke (Köln–Euskirchen–Gerolstein–Trier), die auch den Kyll-Radweg begleitet. In der Sommersaison verkehren zwischen Daun und Gerolstein Radlerbusse und am Wochenenden und Feiertagen zusätzlich die Vulkan-Eifel-Bahn (VEB).

#### Gerolstein – Prüm
Für diesen Teilstrecke ist geplant den Bahntrassen-Radweg des westlichen Abschnittes zu verlängern. Bis jetzt (2011) folgt die Wegführung aber nur in etwa der ehemaligen Trasse der Westeifelbahn, die in Gerolstein endete.
Hinter Gerolstein ist zwischen den Ortsteilen Lissingen und Müllenborn ein Höhenzug mit ca. 100 Höhenmetern zu überwinden, bevor es nach einer Abfahrt bis Oos leicht ansteigend nach Büdesheim geht. Anschließend führt die Route durch hügliges, ansteigendes Gelände, passiert die Orte Schwirzheim und Gondelsheim, bevor der höchste Punkt der Teilstrecke mit 534 m ü. NHN bei Weinsheim erreicht wird. Die anschließende Abfahrt führt vorbei an Dausfeld bis Prüm. In Prüm sind die Basilika Sankt-Salvator sowie die zugehörige Barocke Abtei Prüm sehenswert.

#### Prüm – St. Vith
Am ehemaligen Prümer Bahnhof startet der 2007 fertiggestellte Radweg auf der Trasse der ehemaligen Westeifelbahn. Auf der Trasse führt der Weg ca. 7 km, mit leichtem Gefälle zum ehemaligen Eisenbahnknotenpunkt Pronsfeld. Auch der Prümtal-Radweg nutzt diesen Abschnitt der Bahntrasse und zweigt dann Richtung Süden nach Waxweiler ab. Zuvor wird das Flüsschen Prüm gequert und die Prümtalbrücke der A 60 führt bei Weinsfeld hoch über dem Radweg. Ebenso werden noch die Orte Watzerath und Pittenbach passiert, dann wird Pronsfeld erreicht. Hier gibt es direkt am Radweg ein Eisenbahndenkmal, das an den ehemaligen Bahnknotenpunkt erinnert. Die Route führt danach mit leichtem Anstieg nach Nordwesten, durch das naturnahe Tal des Alfbaches, wo sich Biber angesiedelt haben.
Die A 60 quert dann das Alfbachtal und wird erneut unterfahren. Danach nutzt die Radroute auf 1,5 km einen Wirtschaftsweg abseits der Bahntrasse. Bei Bleialf verlässt die Route nach ca. 10 km das Alfbachtal und erreicht den höchsten Punkt. Dann geht es wieder leicht abwärts, in westlicher Richtung bis zur deutsch-belgischen Grenze im Ourtal. Hinter dem ehemaligen Bahnhof von Bleialf zweigt die Winterumfahrung des jetzt folgenden Tunnels nach rechts ab. Der 400 Meter lange, beleuchtete Tunnel ist von November bis März gesperrt und dient den Fledermäusen als Winterquartier. In dieser Zeit muss die Umfahrungsstrecke über den Höhenzug genutzt werden. Weiter führt die Route durch das Ihrenbachtal, wo es ebenfalls eine Biberkolonie gibt. Durch das Dorf Ihren geht es zum Grenzfluss Our. Hier ruht, auf den Fundamenten der 1944 gesprengten Eisenbahnbrücke, die Holzbrücke des Rad- und Fußweges, welche auf die belgische Seite führt. Hier hat die Radroute Anschluss an das Ravel Radwegenetz von Ostbelgien. Der jetzt als Ravel Radroute L46 gekennzeichnete Weg läuft weiter auf der ehemaligen Bahntrasse durch das Braunlauftal und trifft bei Lommersweiler die Ravel Linie L47 (Vennbahnradweg). Streckengleich führen die Wege nun auf gleicher Bahntrasse durch den ca. 100 m langen Tunnel bei Neidingen weiter bis St. Vith. Im St. Vither Ortsteil Wiesenbach befindet sich die Kapelle Sankt-Bartholomäus aus dem 9. Jahrhundert.

### Anschlussradwege
Der Eifel-Ardennen-Radweg zweigt bei Kelberg von der Vulkan-Rad-Route Eifel ab, die das Ahrtal mit der Mosel verbindet. Sowohl über den Ahr-Radweg als auch über den Mosel-Radweg kann der Rhein erreicht werden, der die östliche Grenze der Eifel bildet. In Daun gibt es dann weitere Anschlussmöglichkeiten. Über die Mineralquellen-Route und deren Verlängerung, den Kalkeifel-Radweg, besteht die Möglichkeit ins obere Ahrtal zu gelangen bzw. das Kylltal bei Hillesheim zu erreichen. Der Maare-Mosel-Radweg startet hier als Bahntrassen-Radweg nach Bullay an der Mosel. An den Kosmosradweg als Themenroute besteht hier ebenfalls Anschluss. In Gerolstein läuft die Route gemeinsam mit dem Kyll-Radweg, der von der Quelle startet und die Mosel nahe Trier erreicht. In Weinsheim kurz vor Prüm, in der sogenannten Prümer Kalkmulde, befindet sich das Quellgebiet der Nims. Hier startet der Nimstal-Radweg bis zur Mündung in die Prüm bei Irrel.
Zwischen Prüm und Pronsfeld wird die Bahntrasse gemeinsam mit dem Prümtal-Radweg genutzt. Dieser verbindet die Prüm-Quelle mit der Mündung in die Sauer bei Minden. Ebenfalls in Pronsfeld startet der Enztal-Radweg, der teilweise auf einer ehemaligen Bahntrasse bis Holsthum führt. In Belgien besteht Anschluss an das belgische Radwege-Netz, das RAVeL-Netz und den historischen Vennbahnradweg.

### Bahn- und Busanbindung
Der erste Bahnhof auf der beschriebenen Route ist die Haltestelle der Eifelquerbahn in Darscheid und kurz darauf in Daun. Auf der Strecke Kaisersesch – Darscheid – Daun – Pelm – Gerolstein der ehemaligen Eifelquerbahn verkehren seit 2000 Schienenbusse und aufgearbeitete Personenzüge der Vulkan-Eifel-Bahn (VEB). Der Betrieb im Zwei-Stunden-Takt ist allerdings auf die Saison von Mai bis Oktober auf Wochenenden und Feiertage beschränkt. Der Bahnhof Gerolstein liegt außerdem an der Eifelstrecke Köln – Trier bzw. Koblenz.

Die Buslinie „Regioradler Vulkaneifel“ RegioLine 500 verkehrt vom 1. April bis 1. November täglich zwischen Cochem an der Mosel und Gerolstein in der Vulkaneifel und bindet unterwegs auch Ulmen und Daun an. Diese Buslinie hat Platz für 22 Fahrräder.

## Landschaft und Kultur

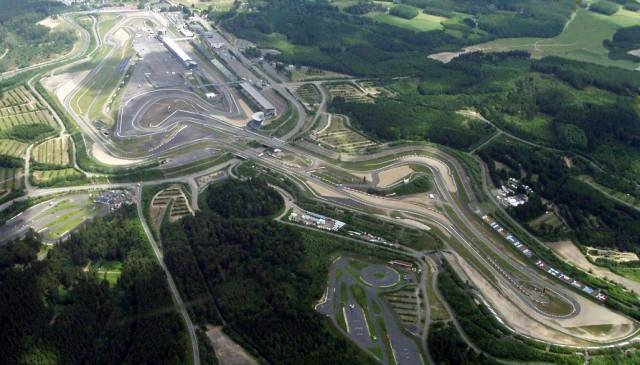
Nürburgring, Grand-Prix-Strecke
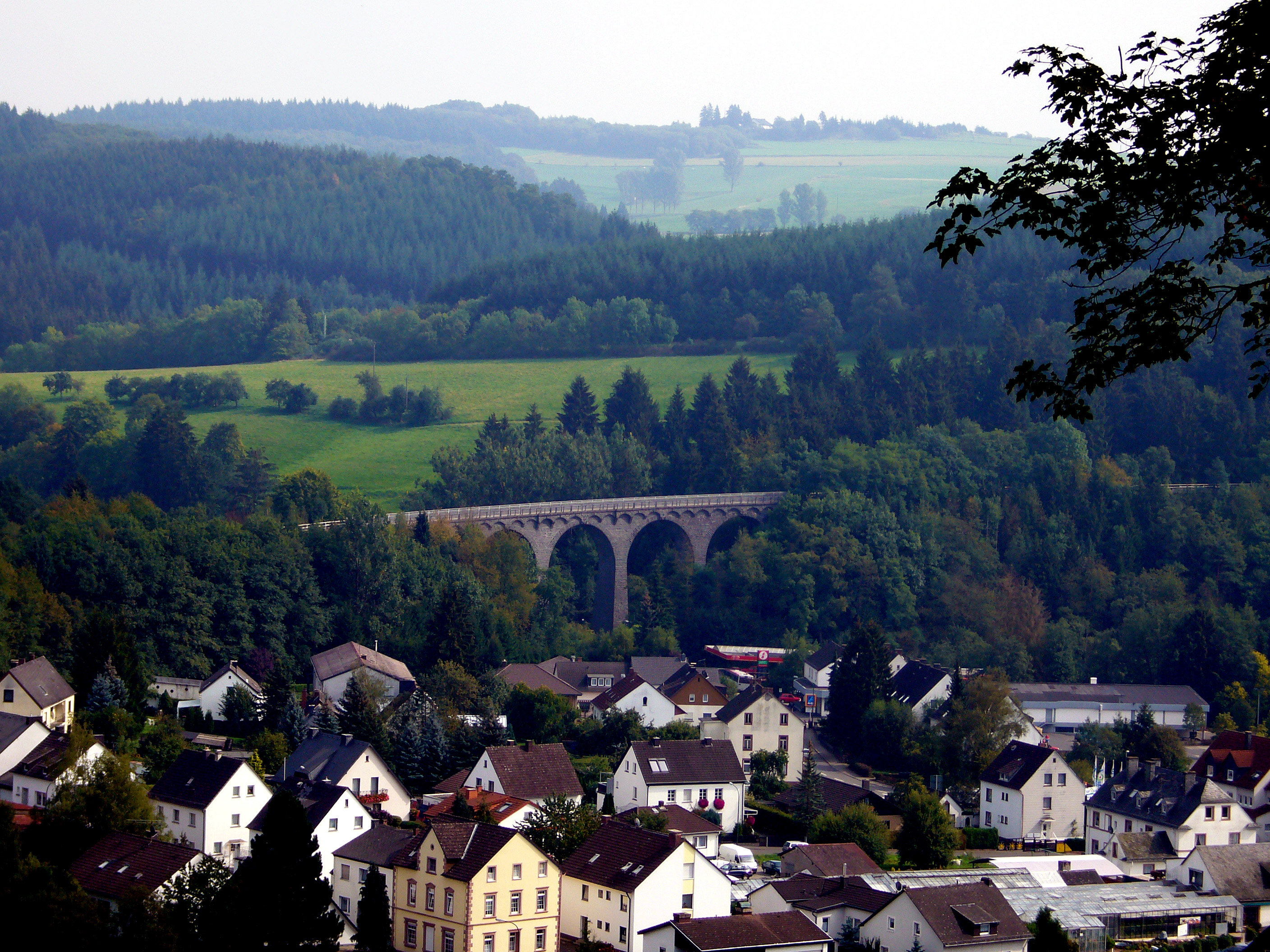
Eisenbahnviadukt in Daun
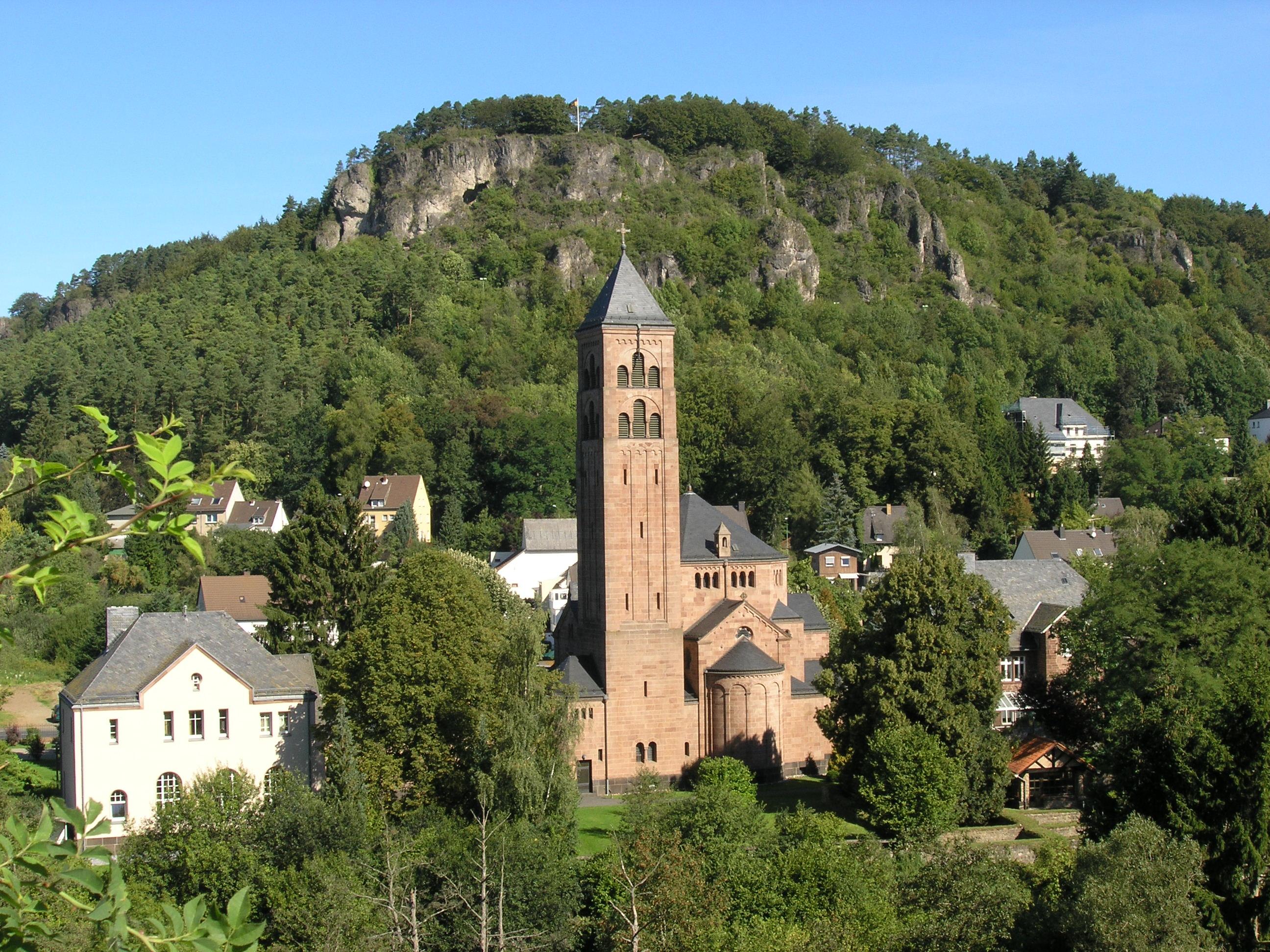
Erlöserkirche in Gerolstein
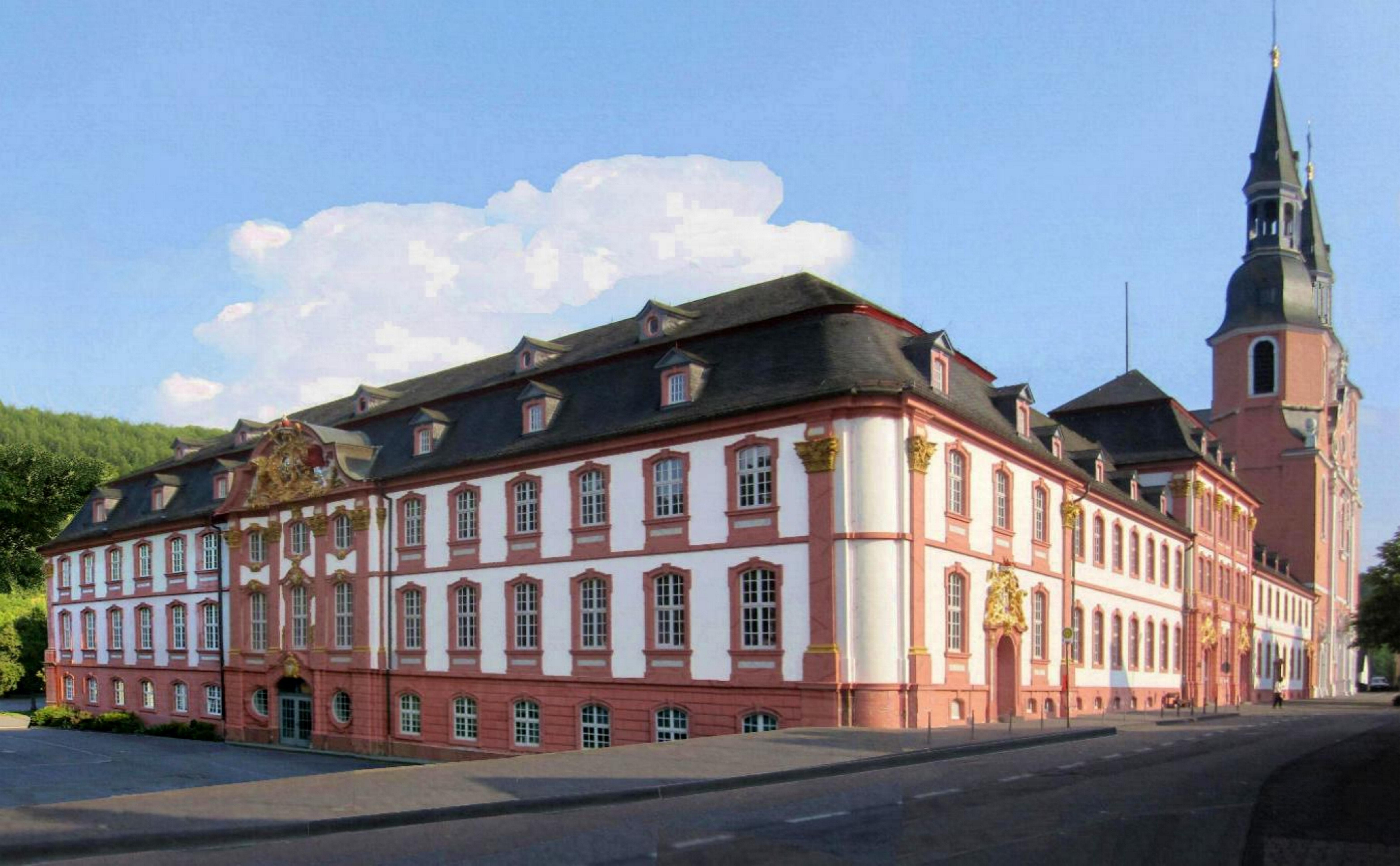
Abtei mit St.-Salvator-Basilika in Prüm
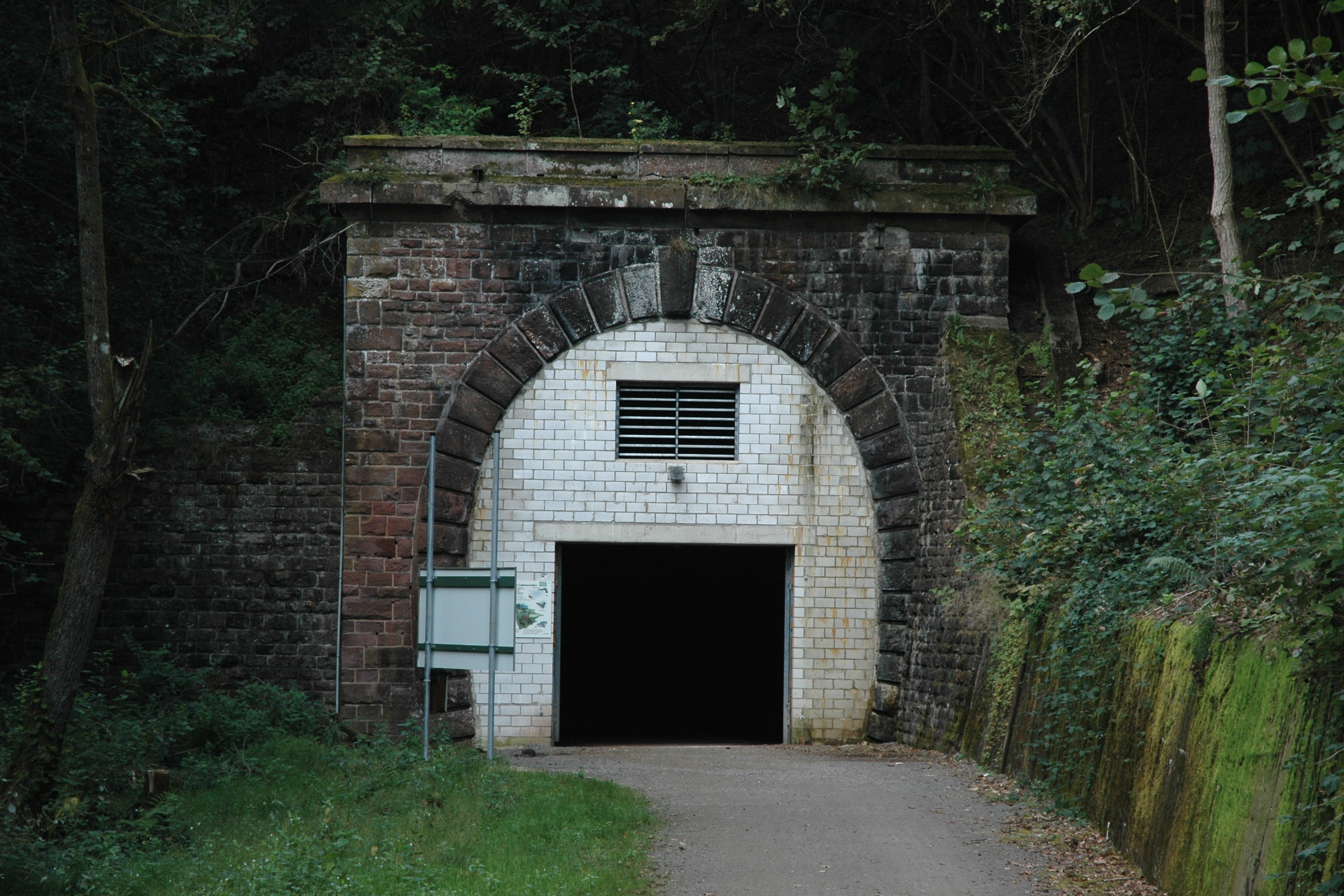
Ostportal des Bleialfer Tunnels
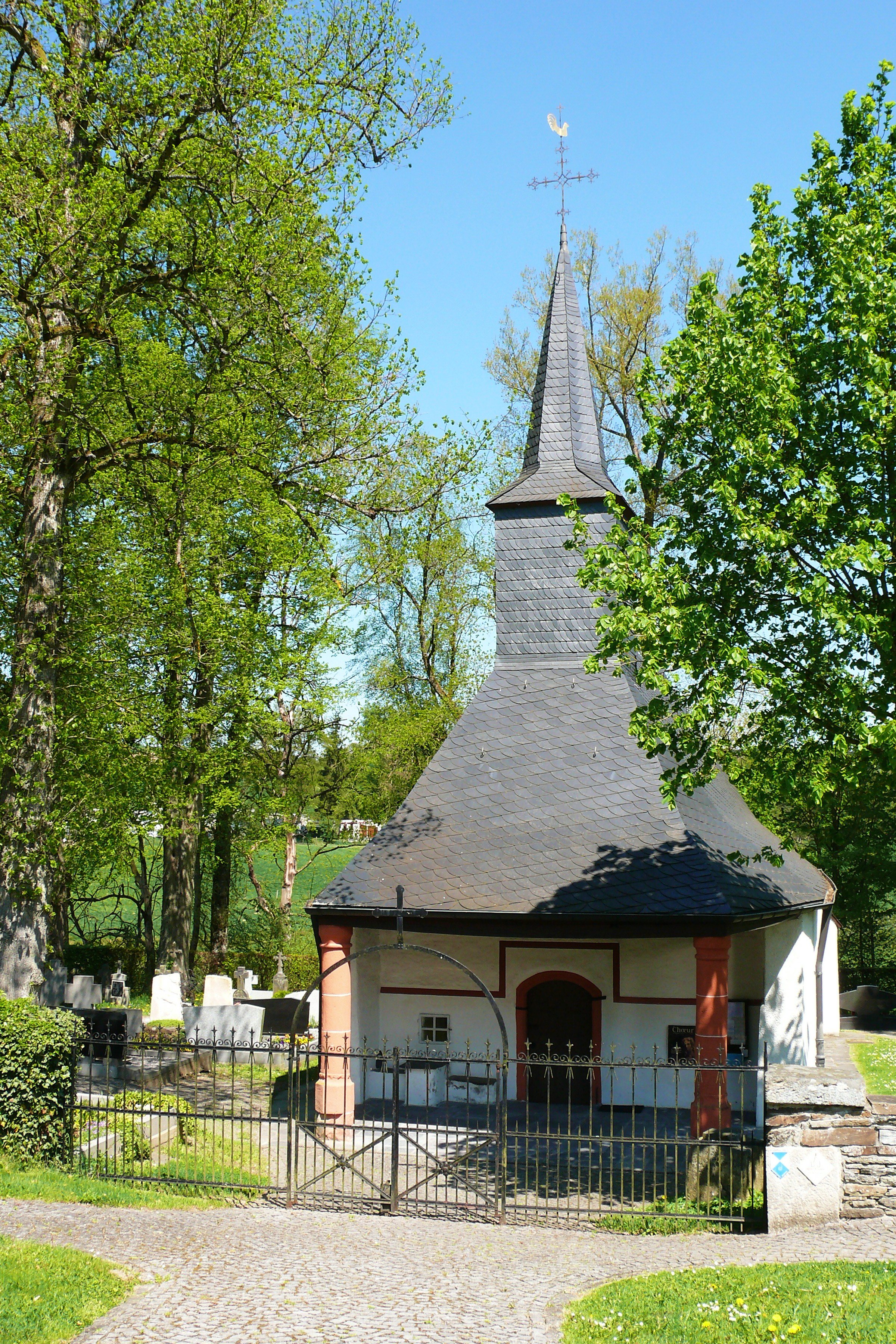
Sankt-Bartholomäus-Kapelle bei St. Vith

Die Route startet in der Vulkaneifel mit ihrem vom Vulkanismus geprägten Landschaftsbild, durchquert Teile der Kalkeifel, bevor sie die flachen Quelltaler von Nims und Prüm quert und in das Gebiet der Ardennen führt.
Hinter Kelberg folgt die Route einer alten Römischen Heerstraße, die auf der Wasserscheide zwischen Mosel und Ahr verlief. In diesem wasserreichen Gebiet entspringen die Flüsse Lieser, Üß und Elz, die in die Mosel fließen, während der Trierbach zur Ahr fließt. Die Route erreicht dann die Region im Daun, wo gewaltige Vulkanausbrüche vor mehr als 10.000 Jahren das einmalige Landschaftsbild prägen. Besonders prägnant sind die nur 2,5 km bis 3,5 km südöstlich vom Dauner Stadtkern gelegenen Dauner Maare. Drei unmittelbar aneinandergrenzende Maare, die nur durch ihre Tuffwälle getrennt sind: das Gemündener Maar, das Weinfelder Maar und das Schalkenmehrener Maar. Ein Besuch des Eifler-Vulkanmuseums in der Kur- und Kreisstadt Daun ermöglichen mit Hilfe interaktiver Computer-Simulation eine Reise in diese feurige Vergangenheit. Nach Daun folgt noch einmal ein Höhenzug, dessen höchster Punkt sich im Waldgebiet um Waldkönigen befindet, bevor die Abfahrt durch landwirtschaftlich geprägtes Gelände nach Gerolstein führt. In Gerolstein steht die von 1911 bis 1913, im neoromanischen Stil errichtete Erlöserkirche. Sie wurde vom Berliner-Kirchenbau-Verein errichtet und gilt als seltenes kunsthistorisches Dokument der Kaiserzeit. Im Inneren ist die Kirche mit blau- und goldfarbenen Mosaiken im byzantinischen Stil ausgestattet. Bei den Bauarbeiten entdeckte man eine Römische Villa: ein Herrensitz mit ausgedehnten Badeanlagen. Heute können die wertvollen Relikte römisch-keltischer Kultur aus dem 1. bis 4. Jahrhundert im Museum „Villa Sarabodis“ besichtigt werden. Nach Gerolstein führt der Weg wieder nach oben auf die bewaldete Höhe des Ortsteils Müllenborn und weiter aufsteigend ins Gebiet „Prümer Kalkmulde“, dessen Untergrundgestein aus kalkhaltigen Sedimenten ehemaliger Meere besteht. In der klimatisch trockneren und wärmeren Kalkeifel gibt es bedeutende und landschaftlich reizvolle Naturschutzgebiete, so bei Weinsheim das Naturschutzgebiet Niesenberg. Diese als ökologisch wertvoll erachteten Lebensräume bieten außerdem einen großen Fossilienreichtum. Vor allem die mit Magerrasen überzogenen Flächen sind Lebensraum für geschützte Tier- und Pflanzenarten. In diesem Gebiet entspringen die Quellbäche der Nims, die mehrfach in aus den Kalkschichten herausgelösten Hohlräumen wieder im Untergrund verschwinden. Von der Höhe des Naturschutzgebietes führt der Weg dann hinunter in die Stadt Prüm, die einiges an Geschichte und Kultur zu bieten hat. So datiert die Klostergründung der Abtei Prüm auf das Jahr 721. König Pippin schenkte der Abtei Teile der Sandalen Christi, die darauf den Namen Sankt Salvator (Zum Allerheiligsten Erlöser) erhielt. Karl der Große ließ zur Aufbewahrung der kostbaren Reliquie die 799 geweihte „Goldene Kirche“ bauen. Nach dem Zerfall diese Gotteshauses wurde 1712 mit dem Bau der heutigen Basilika begonnen. Ab 1748 wurde nach den Plänen des Barockbaumeisters Balthasar Neumann ein neues Abteigebäude an die Kirche angebaut. Die Fertigstellung beider Gebäude gelang aber erst 1912. Seither prägen sie das Stadtbild von Prüm. Nach Prüm bietet sich ein deutlich verändertes Landschaftsbild. An die Stelle von Höhenzügen und tief eingeschnittenen Tälern treten weite Hochflächen. Die Flüsse und Bäche wie Kyll, Nims, Prüm und Alf bilden an ihrem Oberlauf nur flache Mulden. Durch die Nutzung der ehemaligen Bahntrasse führt die Route mit nur leichten Steigungen und Gefällen durch die sanft wellige Landschaft. Lediglich an der deutsch-belgischen Grenze muss noch einmal das Tal der Our gequert werden. Mit dem Erreichen des ehemaligen Eisenbahnknotenpunktes Pronsfeld betritt man einen Ort, der Eisenbahngeschichte schrieb. 1886 wurde die Westeifelbahn eröffnet und aus der Region konnten überregionale Ziele erreicht werden. 1907 wurde die Stichbahn nach Waxweiler und Neuerburg in Betrieb genommen, wodurch Pronsfeld zum Eisenbahnknotenpunkt wurde. Neben der regionalen Entwicklung hatten die Planer aber vor allem militärische Ziele im Auge. Während des Ersten Weltkrieges wurde die Strecke für den Nachschubtransport an die Westfront weiter ausgebaut und während des Baus des Westwalls (1936) war der Bahnhof Pronsfeld eine der größten Umschlagplätze für das Baumaterial der Bunker- und Sperranlagen.

### Sehenswürdigkeiten
- Nürburg: Burgruine Nürburg; Rennsportstrecke Nürburgring.

- Kelberg: Hier startet die Geschichtsstraße „Rund um den Hochkelberg“; Ortsmitte mit baumbestandene Marktplatz; die Pfarrkirche St. Vinzenzius mit dem mittelalterlichen Westturm; restaurierte Fachwerkhäuser.

- Daun: Wild- und Erlebnispark Daun; Burg Daun; Katholische Pfarrkirche St. Nikolas; Vulkanmuseum Daun; Eisenbahnviadukt von 1909; die Maare Gemündener Maar, Weinfelder Maar und Schalkenmehrener Maar (Siehe auch: Liste der Kulturdenkmäler in Daun).

- Gerolstein: Die Kasselburg mit dem „Adler- und Wolfspark Kasselburg“, wo Freiflugübungen von Steinadlern und Falken gezeigt werden. Die Erlöserkirche, die ein Geschenk des Kirchenbauverein Berlin an Kaiser Wilhelm II. war. Die Löwenburg sowie die Burg Lissingen und die römische „Villa Sarabodis“. Das Naturkundemuseum in alten Rathaus zeigt die bewegte erdgeschichtliche Vergangenheit der Region.

- Prüm: Sankt-Salvator-Basilika mit Grab Lothars I. und Reliquien (Sandalen Christi). Barocke Abtei Prüm nach Plänen Balthasar Neumanns mit prächtigem Portal und Kaisersaal. Die Rokoko-Aula gehört heute zum Regino-Gymnasium.

- Pronsfeld: St.-Remigiuskirche mit dem aus der Erbauungszeit um 1498 erhaltenen Chorraum sowie Turmresten ist. Um an die frühere Bedeutung des Bahnhofs Pronsfeld zu erinnern (hier zweigten die Stichstrecken nach Arzfeld/Neuerburg und nach Waxweiler von der Hauptstrecke der Westeifelbahn ab) wurde 2006 am ehemaligen Bahnhof Pronsfeld eine alte Rangierlok als Denkmal aufgestellt. Der Eifelzoo Pronsfeld ermöglicht die Beobachtung einheimischer und exotischer Tiere sowie die Fahrt mit einer eigenen Zoo-Bahn durch die Anlagen.

- Bleialf: Besucherbergwerk „Mühlenberger Stollen“. Kirche Mariä-Himmelfahrt aus dem Jahre 1187.

- St. Vith: Im St. Vither Ortsteil Wiesenbach befindet sich die Kapelle Sankt-Bartholomäus aus dem 9. Jahrhundert. Sie ist ältestes Kulturerbe der Region.